# Gösta Blücher

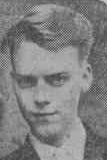
Gösta Blücher

Gösta Erik Oscar Blücher, född 21 oktober 1936 i Stockholm, död i mars 2018, var en svensk arkitekt och ämbetsman.
Blücher, som var son till konstnär Erik Blücher och Linnea Larsson, avlade studentexamen 1955 och utexaminerades från Kungliga Tekniska högskolan 1955. Han anställdes hos arkitekt Lars Åkerlund 1958, vid Stockholms stads parkavdelning 1961, var biträdande stadsarkitekt i Nacka stad 1962–1968, bedrev egen arkitektverksamhet från 1965, var anställd vid Statens planverk 1969–1982, vid bostadsdepartementet 1982–1987 och generaldirektör för Boverket 1988–1997. Han var socialdemokratiskt kommunalråd i Nacka kommun 1986–1987. År 2010 promoverades han till hedersdoktor vid Blekinge tekniska högskola.
Han skrev böcker och artiklar i plan- och markpolitiska frågor.